# Dirty Dancing 2
Dirty Dancing 2 (Originaltitel: Dirty Dancing: Havana Nights, deutscher Videotitel: Dirty Dancing 2 – Heiße Nächte auf Kuba) ist der Titel eines Tanzfilms aus dem Jahr 2004.

## Handlung
Die 19-jährige Katey Miller zieht 1958 mit ihren Eltern nach Kuba, wo diese in der gehobenen Gesellschaft geschäftliche Kontakte pflegen wollen. Anstatt sich aber mit dem von den Eltern favorisierten Freund einzulassen, der der Sohn des Arbeitgebers ihres Vaters ist, verliebt sie sich in den kubanischen Kellner Javier, einen begnadeten Tänzer. Zusammen wollen sie an einem Tanzwettbewerb teilnehmen, damit Javier mit der Siegprämie seine Familie unterstützen und eventuell in die USA auswandern kann. Doch die kubanische Revolution rückt immer näher. Während sich die beiden immer näher kommen und sich ineinander verlieben, kommt es zunächst zu einem Eklat mit Kateys Eltern. Nach einer Aussprache kommt das große Tanzfinale. Doch während ihres großen Auftrittes kommt es zur Revolution. Kateys Familie muss zurück in die USA flüchten. Katey möchte gerne in Kuba bei Javier bleiben, entscheidet sich jedoch am Ende für die Rückkehr mit der Familie.

## Zusammenhang mit Dirty Dancing
Der Film bildet nur dem Namen nach eine Fortsetzung des Films Dirty Dancing aus dem Jahr 1987, weder Handlung noch Personen hängen mit dem älteren Film zusammen. In einer kurzen Nebenrolle taucht Patrick Swayze, der Star aus dem ersten Film, als Tanzlehrer auf.
Eine Verbindung kann nur lose wegen der ähnlichen Handlung geknüpft werden: zwei junge Menschen aus unterschiedlichen Schichten und von verschiedener kultureller Herkunft finden im Tanz zusammen, verlieben sich und überwinden im Tanz die Zugehörigkeit zu ihren sozialen Klassen.

## Kritiken
„Neuauflage des fast 18 Jahre alten Erfolgsfilms ‚Dirty Dancing‘, der sich eng an die Vorgaben klammert und soziale wie politische Hintergründe nur als exotische Kulisse nutzt. Zwar kann die Hauptdarstellerin ihre Tanzfreude eindrucksvoll vermitteln, doch den Film, dessen Konflikte allzu aufgesetzt erscheinen, vermag sie nicht zu tragen.“

„Die Neuauflage floppte zu Unrecht: Die Musik ist top, und die Darsteller können mehr als nur tanzen. […] Feel-good-Movie mit heißen Rhythmen.“

„Der politische Hintergrund ist so überflüssig wie ein Kropf; zwischen den heißen Tanz- und Liebesszenen würde ohnehin jede noch so aufregende Handlung stören. Perfekte Ausstattung, attraktive, begabte Hauptdarsteller, viel Herzschmerz, cooles Fifties-Styling und ein immer noch schrittsicherer Patrick Swayze als Gast: mit Cuba Libre und Nachos das richtige Kinovorspiel für eine lange Salsa-Night. […]Nicht so schnulzig wie das kultige Original, dafür sind die Tanzszenen wesentlich heißer.“

## Sonstiges
Wyclef Jean legte im April 2006 den Soundtrack Dance like This zusammen mit Shakira erneut unter dem Titel Hips Don’t Lie auf. Zum Teil wurde auch der Text wörtlich übernommen, etwa: Baila en la calle de noche – baila en la calle de día! (span.: Tanze auf der Straße in der Nacht – tanze auf der Straße am Tag!). Galt das im Film in Bezug auf die Straßen Havannas, werden in der Coverversion damit in derselben Form jetzt die Straßen Barranquillas (Kolumbien) besungen.